# Ferdinand Daučík
Ferdinand Daučík (Ipolyság, 1910. május 30. – Alcalá de Henares, 1986. november 14.), csehszlovák és szlovák válogatott labdarúgó, edző.
A csehszlovák válogatott tagjaként részt vett az 1934-es és az 1938-as világbajnokságon.

## Sikerei, díjai

### Játékosként
Slavia Praha
- Csehszlovák bajnok (5): 1934–35, 1936–37, 1939–40, 1940–41
- Közép-európai kupa győztes (1): 1938

Csehszlovákia
- Világbajnoki döntős (1): 1934

## Edzőként
Barcelona
- Spanyol bajnok (3): 1951–52, 1952–53
- Spanyol kupagyőztes (3): 1951, 1952, 1953
- Latin kupa győztes (1): 1952

Athletic Bilbao
- Spanyol bajnok (1): 1955–56
- Spanyol kupagyőztes (2): 1955, 1956

Real Zaragoza
- Spanyol kupagyőztes (1): 1966